# Kol Oud Tof Trio
Kol Oud Tof Trio es un grupo musical israelí de música del Medio Oriente. Su nombre significa en idioma hebreo "Voz, Oud, Tambor", los instrumentos musicales en los cuales se basa su música. Los integrantes son Esti Kenan-Ofri, una soprano nacida en Italia; Armand Sabach, conocido intérprete de oud especializado en música árabe, y el percusionista Oren Fried. 
En su música, ellos mezclan poesía religiosa judía en hebreo, baqqashot y cantos tradicionales propios de la cultura sefardí en haketía y en idioma árabe.

## Discografía
- Gazelle (2002)
- De Veinticinco escalones (2009)